# Campeonato Sudamericano de Voleibol Femenino Sub-16 de 2019
El Campeonato Sudamericano de Voleibol Femenino Sub-16 de 2019 fue la sexta edición del torneo de voleibol femenino de selecciones categoría sub-16. Se llevó a cabo del 23 al 27 de octubre en Callao (Perú). El evento fue organizado por la Federación Peruana de Voleibol (FPV) bajo la supervisión de la Confederación Sudamericana de Voleibol (CSV).

## Equipos participantes
Cinco selecciones confirmaron su participación en el torneo. Brasil, Argentina, Uruguay  y Venezuela decidieron no participar.
- Bolivia
- Chile
- Ecuador
- Paraguay
- Perú (local)

## Resultados
- Las horas indicadas corresponden al huso horario local del Perú

### Fase única
| Pos. | Equipo   | Partidos | Partidos | Partidos | Pts. | Sets | Sets | Sets  | Puntos | Puntos | Puntos |
| Pos. | Equipo   | PJ       | PG       | PP       | Pts. | SG   | SP   | Ratio | PG     | PP     | Ratio  |
| ---- | -------- | -------- | -------- | -------- | ---- | ---- | ---- | ----- | ------ | ------ | ------ |
| 1    | Chile    | 4        | 4        | 0        | 18   | 12   | 2    | 6.000 | 332    | 232    | 1.431  |
| 2    | Perú     | 4        | 3        | 1        | 15   | 9    | 3    | 3.000 | 283    | 200    | 1.415  |
| 3    | Paraguay | 4        | 2        | 2        | 10   | 6    | 6    | 1.000 | 238    | 263    | 0.904  |
| 4    | Ecuador  | 4        | 1        | 3        | 5    | 3    | 9    | 0.333 | 201    | 291    | 0.690  |
| 5    | Bolivia  | 4        | 0        | 4        | 2    | 2    | 12   | 0.166 | 264    | 332    | 0.795  |

| Fecha         | Hora  | Equipo 1 | Res.  | Equipo 2 | Set 1 | Set 2 | Set 3 | Set 4 | Set 5 | Total    | Reporte |
| ------------- | ----- | -------- | ----- | -------- | ----- | ----- | ----- | ----- | ----- | -------- | ------- |
| 23 de octubre | 15:00 | Bolivia  | 0 – 3 | Ecuador  | 23-25 | 20-25 | 23-25 |       |       | 66 – 75  | Reporte |
| 23 de octubre | 17:00 | Perú     | 3 – 0 | Paraguay | 25-9  | 25-16 | 25-16 |       |       | 75 – 41  | Reporte |
| 24 de octubre | 15:00 | Ecuador  | 0 – 3 | Paraguay | 22-25 | 13-25 | 17-25 |       |       | 52 – 75  | Reporte |
| 24 de octubre | 17:00 | Chile    | 3 – 2 | Bolivia  | 25-11 | 25-17 | 19-25 | 23-25 | 15-7  | 107 – 85 | Reporte |
| 25 de octubre | 15:00 | Chile    | 3 – 0 | Paraguay | 25-17 | 25-13 | 25-17 |       |       | 75 – 47  | Reporte |
| 25 de octubre | 17:00 | Perú     | 3 – 0 | Ecuador  | 25-17 | 25-8  | 25-7  |       |       | 75 – 32  | Reporte |
| 26 de octubre | 14:00 | Chile    | 3 – 0 | Ecuador  | 25-12 | 25-13 | 25-17 |       |       | 75 – 42  | Reporte |
| 26 de octubre | 16:00 | Perú     | 3 – 0 | Bolivia  | 25-14 | 25-18 | 25-20 |       |       | 75 – 52  | Reporte |
| 27 de octubre | 14:00 | Bolivia  | 0 – 3 | Paraguay | 21-25 | 20-25 | 20-25 |       |       | 61 – 75  | Reporte |
| 27 de octubre | 16:00 | Perú     | 0 – 3 | Chile    | 16-25 | 21-25 | 21-25 |       |       | 58 – 75  | Reporte |

## Clasificación final
| Pos.              | Equipo   |
| ----------------- | -------- |
| Medalla de oro    | Chile    |
| Medalla de plata  | Perú     |
| Medalla de bronce | Paraguay |
| 4                 | Ecuador  |
| 5                 | Bolivia  |

| Chile Campeón 1º título |